# Götevi säteri
Götevi säteri var en sätesgård i Ekeby socken, Boxholms kommun som bestod av två hemman. På säteriet har det funnits ett mejeri.

## Historik
Götevi säteri var ett frälsesäteri i Ekeby socken, Göstrings härad. Egendomen, som
i äldre tider kallades Giötavi skrevs under 1600-talet Götavik och under 1700-talet Gjöttevik, har förr tillhört adliga ätten Lillie af Greger Mattssons ätt. Äldste ägaren av denna släkt var måhända konung Johan III:s hovjunkare Sven Jönsson samt därefter hans brorson översten Peder Knutsson Lillie, som levde under slutet av 1500-talet. Tillhörde därefter 1636 och 1647 sonen, ryttmästaren Knut Lillje samt vidare dennes son, översten Johan Lillie, efter vars död 1676 egendomen som säteri innehades av hans änka Katarina Oljeqvist (död 1713). Hon förlorade säterifriheten år 1681 för dålig skötsel, men återfick den 1683. Säteriet tillhörde omkring 1687 till hälften även släkten Sparre. Tillhörde under 1700-talet amiralen Erik Johan Lillie (död 1715) och generallöjtnanten, friherre Gabriel Ribbing af Zernava (1679–1742) samt vidare av deras arvingar. Omkring 1760 var den senares son, kammarherren friherren, Gabriel Adolf Ribbing af Zernava, (1724–1762) ensam ägare samt därefter till 1802 generalmajoren, friherren Per Ribbing af Zernava, som var gift med förre ägarens syster. År 1803 övergick säteriet genom köp till ryttmästaren, greve Gustaf Stellan Mörner af Morlanda och 1822 till översten, friherren Karl Leijonhielm samt 1830 från honom till ryttmästaren Geijer, som genast försålde detsamma till brukspatron Gustaf Burén. Då han dog härstädes ogift år 1848, hade han testamenterat såväl Götevi som säterierna Laggarp och Sätra med underlydande med mera till sin brorson juris doktoren Axel Vilhelm Burén på Flemma, och var i detta testamente förordnat, att nämnde egendomar skulle efter hans död såsom arvejord tillfalla hans äldste son, brukspatron Gustaf W. Burén.

## Ägare längd
| Ägare        | Namn                                             | Levnadstid |
| ------------ | ------------------------------------------------ | ---------- |
|              | Sven Jönsson                                     | -1609      |
|              | Peder Knutsson Lillie                            |            |
| 1636-1647    | Knut Lillie af Greger Mattssons ätt              | 1594-1668  |
| 1647-1676    | Johan Lillie af Greger Mattssons ätt             | -1676      |
| 1676-ca.1713 | Karin Oljeqvist                                  | 1643-1713  |
| ca.1713-1715 | Erik Johan Lillie af Greger Mattssons ätt        | -1715      |
| 1715-1742    | Gabriel Ribbing af Zernava                       | 1679-1742  |
|              | Ulrica Eleonora Oxenstierna af Korsholm och Wasa | 1691-1756  |
|              | Caisa Falkenhielm                                |            |
| 1771-1802    | Per Ribbing af Zernava                           | 1717-1802  |
| 1802-1822    | Gustaf Stellan Mörner af Morlanda                | 1774-1829  |
| 1822-1830    | Karl Leijonhielm                                 |            |
| 1830-        | Geijer                                           |            |
| 1830–1848    | Gustaf Burén                                     | 1778–1848  |
| 1848–1870    | Axel Vilhelm Burén                               | 1807–1870  |
| -1887        | Gustaf Wilhelm Burén                             | 1843-1920  |
| 1888-1906    | Karl August Haquin Almgren                       | 1851-1906  |
|              | Ulrik Charlotta Strömbom                         |            |
| 1910-        | Nils Theodor Nyström                             | 1858-      |

## Torp och stugor under Götevi
- Spången
- Kärrstugan
- Laggaretorpet
- Sibbelyckan
- Spången

### Andersberg
Första gången torpet nämns är i början av 1820-talet. Namnet Anders kommer från Anders Börjesson (1769-) som var den första boende på torpet.

### Gustafsberg
Första gången torpet nämns är år 1860. Namnet Gustaf kommer från statardrängen Gustaf Andersson (1810-) som var den första boende på backstugan.

### Smedhem
Torpet är nybyggt år 1856 och ordet smed kommer från gårdssmeden Carl Gustaf Lindgren (1826-) som var den första boende på torpet.

## Namnet
Namnet stavades under 1700-talet Götevik.